# Reciprocidad (ciencia de redes)
En la ciencia de redes, la reciprocidad es una medida de la probabilidad de que los vértices de una red dirigida se vinculen mutuamente entre sí. Al igual que el coeficiente de agrupamiento, la distribución de grados de los nodos y la estructura comunitaria, la reciprocidad es una medida cuantitativa utilizada para estudiar redes complejas.

## Motivación
En ejemplos reales de redes, la gente está interesada en determinar la probabilidad de que ocurran dobles enlaces (con direcciones opuestas) entre pares de vértices. Este problema es fundamental por varias razones. En primer lugar, en las redes que transportan información o material (como las redes de correo electrónico, la World Wide Web (WWW) o la Wikipedia), los enlaces mutuos facilitan el proceso de transporte. En segundo lugar, cuando se analizan las redes dirigidas, es común tratarlas por simplicidad como si fueran no dirigidas; por lo tanto, la información obtenida de los estudios de reciprocidad ayuda a estimar el error introducido cuando una red dirigida es tratada como no dirigida (por ejemplo, cuando se mide el coeficiente de agrupamiento). Finalmente, la detección de patrones no triviales de reciprocidad puede revelar posibles mecanismos y principios organizativos que conforman la topología de la red observada.

## ¿Cómo se define?

### Definición tradicional
Una forma tradicional de definir la reciprocidad r es usando la proporción de número de enlaces que apuntan en ambas direcciones {\displaystyle L^{<->}} en el número total de enlaces L:
{\displaystyle r={\frac {L^{<->}}{L}}}
Con esta definición, {\displaystyle r=1} para una red puramente bidireccional, mientras que {\displaystyle r=0} para una puramente unidireccional. En general. En general las redes reales tienen un valor intermedio entre 0 y 1.
Sin embargo, esta definición de reciprocidad tiene algunos defectos. No puede distinguir la diferencia relativa de reciprocidad en comparación con una red puramente aleatoria con el mismo número de vértices y aristas. La información útil de la reciprocidad no es el valor en sí mismo, sino si los vínculos mutuos ocurren más o menos a menudo de lo que se espera por azar. Además, en las redes que contienen auto-bucles (enlaces que empiezan y terminan en el mismo vértice), estos deben excluirse al calcular L.

### Definición de Garlaschelli y Loffredo
Para superar los defectos de la definición anterior, Garlaschelli y Loffredo definieron la reciprocidad como el coeficiente de correlación entre las entradas de la matriz de adyacencia de un grafo dirigido ({\displaystyle a_{ij}=1} si hay una arista entre i y j, y {\displaystyle a_{ij}=0} si no):
{\displaystyle \rho \equiv {\frac {\sum _{i\neq j}(a_{ij}-{\bar {a}})(a_{ji}-{\bar {a}})}{\sum _{i\neq j}(a_{ij}-{\bar {a}})^{2}}}},
donde el valor promedio {\displaystyle {\bar {a}}\equiv {\frac {\sum _{i\neq j}a_{ij}}{N(N-1)}}={\frac {L}{N(N-1)}}}.
{\displaystyle {\bar {a}}}  mide la proporción de enlaces observados y los posibles enlaces dirigidos (densidad de enlaces), donde los auto-bucles  se excluyen ahora de L.
La definición puede ser escrita en la siguiente forma:
{\displaystyle \rho ={\frac {r-{\bar {a}}}{1-{\bar {a}}}}}.
Esta definición de reciprocidad permite distinguir directamente entre redes recíprocas ({\displaystyle \rho >0}) y anti-recíprocas ({\displaystyle \rho <0}), con enlaces mutuos más y menos frecuentes que al azar respectivamente.
Si todos los enlaces se producen en pares recíprocos, entonces {\displaystyle \rho =1}; si r=0, entonces {\displaystyle \rho =\rho _{min}}con {\displaystyle \rho _{min}\equiv {\frac {-{\bar {a}}}{1-{\bar {a}}}}}
Esta es otra ventaja de usar {\displaystyle \rho }, ya incorpora la idea de que el anti-recíproco completo es más significativo estadísticamente en las redes con mayor densidad, mientras que debe considerarse como un efecto menos pronunciado en las redes ralas (con menos enlaces).

### Reciprocidad en las redes sociales
La reciprocidad fue analizada en algunas redes sociales reales por Gallos.